# Cenostigma
Cenostigma es un género de planta fanerógamas  perteneciente a la familia Fabaceae. Comprende 4 especies descritas y de estas, solo 3 aceptadas.

## Taxonomía
El género fue descrito por Nicholas Edward Brown y publicado en Annales des Sciences Naturelles; Botanique, sér. 2 20: 141, pl. 3. 1843.

## Especies aceptadas
A continuación se brinda un listado de las especies del género Cenostigma aceptadas hasta febrero de 2015, ordenadas alfabéticamente. Para cada una se indica el nombre binomial seguido del autor, abreviado según las convenciones y usos.	
- Cenostigma gardnerianum Tul.
- Cenostigma macrophyllum Tul.
- Cenostigma tocantinum Ducke